# The KKK Took My Baby Away
"The KKK Took My Baby Away" (en español: «El KKK se llevó a mi chica») es una canción escrita por Joey Ramone. Aparece en el disco lanzado por la banda estadounidense de punk rock Ramones en 1981, Pleasant Dreams.

## Composición y letras
El protagonista canta que su novia fue secuestrada por el Ku Klux Klan mientras iba de camino a Los Ángeles para las vacaciones y le pide al auditor que llame a las autoridades federales para saber donde está ella y si aún sigue con vida.
En un documental de la banda, un entrevistado cercano a la banda dijo que era claro que Joey se debe haber referido oblicuamente a Johnny Ramone (quién molestaba a Joey por ser judío) "robando" su novia, Linda.
El hermano de Joey, Mickey Leigh ha discrepado, diciendo que la canción había sido escrita antes de que Joey se enterara de su relación. Leigh explica que la canción fue en respuesta a la relación de Joey con una mujer negra, cuyos padres no estaban de acuerdo con una relación interracial. Leigh le preguntó a Joey que fue lo que le pasó a la chica, y éste respondió "el KKK me quitó a mi nena."
El exbaterista Marky Ramone dijo en una entrevista para el sitio web Loudwire que la canción fue inspirada en una experiencia de Joey en una institución mental. Según Marky, el cantante entabló amistad con una mujer afrodescendiente que también estaba en la misma institución. Unos pocos días después la mujer dejó la institución dejando a Joey deprimido. Como resultado, el cantante escribió dicha canción con base en lo sucedido.